# 압둘 살람 하나피

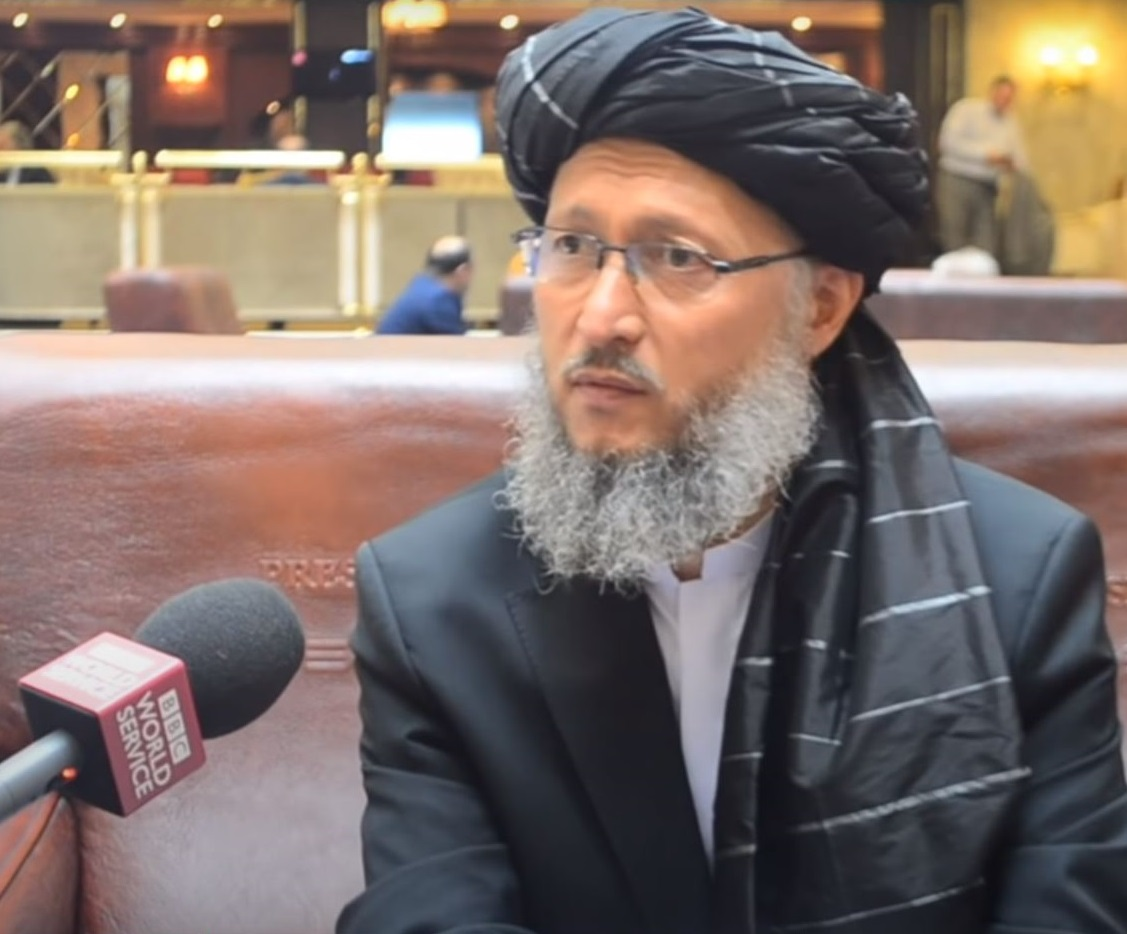

마울라위 압둘 살람 하나피(파슈토어: مولوی عبد الاسلام حنفی)는 탈레반 고위급 인사 중 한 명으로, 카타르 협상팀의 주요 인원 중 한 명이자 2021년 이래 아프가니스탄 이슬람 토후국의 제2부총리직을 역임하고 있는 중이다. 탈레반 정권 치하에서 교육부 차관을 지내기도 했다.
주즈잔주의 우즈벡인 출신으로 알려져 있으며, 카라치의 이슬람 신학대학에서 수학했다. 카불 대학교에서 강사로 활동한 이력도 있다. 탈레반 초창기 시절부터 활동해 왔으나, 조직 내부에서는 "성직자"로 알려져 있다.